# Попівська сільська рада (Маньківський район)
Попі́вська сільська́ ра́да — колишня адміністративно-територіальна одиниця та орган місцевого самоврядування в Маньківському районі Черкаської області. Адміністративний центр — село Попівка.

## Загальні відомості
- Населення ради: 747 осіб (станом на 2001 рік)

## Населені пункти
Сільській раді були підпорядковані населені пункти:
- с. Попівка
- с-ще Зелений Гай
- с. Філіція

## Склад ради
Рада складалась з 14 депутатів та голови.
- Голова ради: Губенко Віталій Володимирович
- Секретар ради: Базун Олена Борисівна

### Керівний склад попередніх скликань
| Прізвище, ім'я, по батькові   | Основні відомості                                                                                  | Дата обрання | Дата звільнення |
| ----------------------------- | -------------------------------------------------------------------------------------------------- | ------------ | --------------- |
| Біляєвський Анатолій Юрійович | Сільський голова, 1948 року народження, член Народної партії                                       | 26.03.2006   | 31.10.2010      |
| Губенко Віталій Володимирович | Сільський голова, 1978 року народження, освіта вища, член Всеукраїнського об'єднання «Батьківщина» | 31.10.2010   |                 |

Примітка: таблиця складена за даними сайту Верховної Ради України

### Депутати
За результатами місцевих виборів 2010 року депутатами ради стали:

#### За суб'єктами висування
| Суб'єкт висування                                       | Кількість обраних депутатів | %    |
| ------------------------------------------------------- | --------------------------- | ---- |
| Народна партія                                          | 5                           | 35,7 |
| Політична партія Всеукраїнське об'єднання «Батьківщина» | 5                           | 35,7 |
| Самовисування                                           | 4                           | 28,6 |

#### За округами
| № округу                                                | Прізвище, ім'я, по батькові    | Дата визнання обраним | Освіта             | Партійна приналежність                        | Відомості про обраного депутата                                          |
| ------------------------------------------------------- | ------------------------------ | --------------------- | ------------------ | --------------------------------------------- | ------------------------------------------------------------------------ |
| Народна Партія                                          |                                |                       |                    |                                               |                                                                          |
| 2                                                       | Базун Олена Борисівна          | 03.11.2010            | середня спеціальна | член Народної партії                          | ДНЗ «Ялинка», завідувач                                                  |
| 4                                                       | Масловата Алла Володимирівна   | 03.11.2010            | середня спеціальна | член Народної партії                          | фельдшерсько-акушерський пункт, медичнасестра                            |
| 8                                                       | Пудзерей Галина Павлівна       | 03.11.2010            | середня спеціальна | член Народної партії                          | Попівський сільський Будинок культури, директор                          |
| 12                                                      | Остапенко Дмитро Петрович      | 03.11.2010            | середня спеціальна | член Народної партії                          | фермерське господарство «Петровіт», головний інженер                     |
| 14                                                      | Бугай Олександра Дмитрівна     | 03.11.2010            | вища               | член Народної партії                          | фермерське господарство «Яблуневий цвіт», директор                       |
| Політична партія Всеукраїнське об'єднання «Батьківщина» |                                |                       |                    |                                               |                                                                          |
| 3                                                       | Шинковенко Наталія Михайлівна  | 03.11.2010            | середня            | член Всеукраїнського об'єднання «Батьківщина» | фермерське господарство «Петровіт», доярка                               |
| 5                                                       | Накльока Олександра Іванівна   | 03.11.2010            | вища               | член Всеукраїнського об'єднання «Батьківщина» | Попівська загальноосвітня школа І-ІІ ст., директор                       |
| 9                                                       | Драченко Людмила Володимирівна | 03.11.2010            | середня            | член Всеукраїнського об'єднання «Батьківщина» | тимчасово не працює                                                      |
| 11                                                      | Онуфрієнко Борис Вікторович    | 03.11.2010            | вища               | член Всеукраїнського об'єднання «Батьківщина» | фермерське господарство «Петровіт», охоронець                            |
| 13                                                      | Сиваченко Ірина Олександрівна  | 03.11.2010            | вища               | член Всеукраїнського об'єднання «Батьківщина» | тимчасово не працює                                                      |
| Самовисування                                           |                                |                       |                    |                                               |                                                                          |
| 1                                                       | Губенко Людмила Василівна      | 03.11.2010            | середня спеціальна | позапартійна                                  | фермерське господарство «Петровіт», бухгалтер                            |
| 6                                                       | Богурський Микола Степанович   | 03.11.2010            | середня спеціальна | позапартійний                                 | Попівська сільська рада, спеціаліст — землевпорядник                     |
| 7                                                       | Рудюк Андрій Федорович         | 03.11.2010            | вища               | позапартійний                                 | Маньківський РВ УМВС України в Черкаській обл, оперативний уповноважений |
| 10                                                      | Липовецька Ганна Миколаївна    | 03.11.2010            | середня спеціальна | член Партії регіонів                          | Попівська сільська рада, секретар                                        |